# خانه نواب وکیل
خانه نواب وکیل مربوط به دوره قاجار است و در یزد، خیابان امام خمینی، بوستان فهادان واقع شده و این اثر در تاریخ ۱۷ اسفند ۱۳۸۱ با شمارهٔ ثبت ۷۷۶۲ به‌عنوان یکی از آثار ملی ایران به ثبت رسیده است.